# 失落的方舟
《失落的方舟》是Tripod Studio和Smilegate子部门Smilegate RPG开发的动作型大型多人在线角色扮演游戏。游戏于2019年起在韩国运营，2022年起在歐美运营。
台服曾決定在2023年1月12日開服，於前一天由代理商樂意傳播臨時公告暫緩，直至2024年5月30日開服。